# Bobo Baldé
Dianbobo "Bobo" Baldé (født 5. oktober 1975 i Marseille, Frankrig) er en tidligere franskfødt guineansk fodboldspiller, der spillede som midterforsvarer senest hos den franske Ligue 1-klub AC Arles. Han nåede gennem sin karriere at optræde for Olympique Marseille, FC Mulhouse, AS Cannes, Toulouse og Valenciennes i Frankrig, men mest nævneværdigt for Celtic i Skotland, hvor han var tilknyttet otte sæsoner.
Baldé var med til at sikre Celtic F.C. hele fem skotske mesterskaber og tre pokaltitler.

## Landshold
Baldé nåede at spille 52 kampe og score 2 mål Guineas landshold, som han har repræsenteret ved African Nations Cup i både 2006 og 2008.

## Titler
Skotsk Premier League
- 2002, 2004, 2006, 2007 og 2008 med Celtic F.C.

Skotsk FA Cup
- 2004, 2005 og 2007 med Celtic F.C.

Skotsk Liga Cup
- 2006 og 2009 med Celtic F.C.